# Hadsten
Hadsten (udtale på rigsdansk: [ha̝ð̠ˠ̞ˈsdeːʔn]?, på jysk lokal dialekt: [ˈhaˌsde'n]) er en stationsby i Østjylland med 8.560 indbyggere  (2025), og dermed den næststørste by i Favrskov Kommune. Den var tidligere størst, men blev i 2023 overhalet af nabobyen Hinnerup. 
Hadsten var indtil 2007 administrativt centrum for Hadsten Kommune. Det meste af byen ligger i Hadsten Sogn omtrent midt imellem Randers i nord og Aarhus i syd. Hadsten hører sammen med resten af Favrskov under Region Midtjylland. 
Hadsten ligger i den naturskønne smeltevandsdal, som Lilleåen gennemløber. Byen opstod ved anlægget af den Den østjyske længdebane, som officielt blev indviet den 3. september 1862. Derfor betragtes denne dato som byens grundlæggelse, hvorfor der i september 2012 blev fejret 150-års jubilæum med besøg af Kronprins Frederik og Kronprinsesse Mary.
I Hadsten findes der mange uddannelsesinstitutioner, heriblandt Den jydske Haandværkerskole, Favrskov Gymnasium og Hadsten Højskole. Byen har et bredt udvalg af specialbutikker og supermarkeder, der mestendels er koncentreret i bymidten. Hadsten Station har i dagtimerne tre afgange i timen mod såvel Aarhus som Randers, idet alle IC-tog samt flere regionaltog standser i byen. En af Europas største modelbaneanlæg, som hedder Modelbane Europa er opført i Hadsten.

## Etymologi
Hadsten nævnes for første gang i 1432 som Halstiern, som tyder at stamme fra det gamle nordiske ord tjærn, der betyder "lille indsø", mens hals også på gammel danske betegner den indsnævring, som lilleådalen har ved Kollerup Gods. Det skal bemærkes at vandstanden i Lilleåen på daværende tidspunkt har stået 2-3 meter højere, end den er i dag - og derfor har ådalen været præget af søer.
Det vides ikke om Hadsten Kirke, der er opført omkring år 1200, som et anneks til Vitten Kirke, altid har båret dette navn.
Selvom Hadsten Stationsby blev opført på landsbyen Vinterslevs marker, og byens navn alligevel blev Hadsten, skyldes at postvæsenet frygtede at byens navn ville komme for tæt op ad Vinderslev ved Kjellerup, og derfor blev det nabosognets navn blev indstillet og godkendt som navn.
Udtale af byens navn har været genstand for en del diskussion, eftersom flere lokale udtaler navnet med med stumt d og tryk på første stavelse som HA'sten, modsat folk udefra der normalt ville udtale det som stemmen i DSB's toge som HadSTEN.

## Historie
Arkæologiske udgravninger omkring byen har påvist, at der har levet mennesker i Lilleådalen så langt tilbage som 2000 år f.Kr.. Navnet Hadsten stammer fra de tidligere små landsbyer Neder- og Over Hadsten, og blev første gang nævnt skriftligt i 1432. Udgravningen omkring vandmølle, der senere blev kendt som Hadsten Mølle, ved har vist resten af en gammel vandmølle fra begyndelsen Højmiddelalderen, omkring 1190'erne. Møllen kom i 1400-tallet under Clausholm Slot, og fik da navnet Hadsten Mølle.
Favrskov Hovedgård, der har lagt navn til den Favrskov Kommune, som ligger ca. 3 km vest for byen, bliver først nævnt i 1277. Hovedgården havde indtil 1690 egen birkeret, dækkende Hadsten- og Lyngå Sogne.

### Stationsbyen
Den 3. september 1862 regnes som byens fødsel. Det var denne dag, hvor Grevinde Danner og Frederik 7. indviede Den Østjyske Længdebane. Som enhver anden stationsby i Danmark, voksende der i skyggen af stationen et rigt kultur og erhvervsliv.
| Citat                                                            | Som en vifteformet buket med kønne afstemte farver, omgivet af grønne bøge og med den klare å slynget som et sølvrent bånd, har vi om sommeren Hadsten liggende foran os, når vi fra bakkerne mod syd nærmer os byen... | Citat |
| A. Chr. Juncher, Over Hadsten i Jydske byer og deres mænd (1917) | |       |

I 1879 beskrives forholdene således: "Byerne Over-Hadsten med Kirke og Skole, og Neder-Hadsten, Hadsten Jernbanestation, Kro og Vandmølle."
Omkring århundredeskiftet blev byen beskrevet således: "Byen Hadsten (1432: Halstiern) — delt i Over- og Neder H. —, ved Landevejen, med Kirke og Skole samt, i Galten Sogn, Ungdomsskole (opr. 1876), Fattiggaard (opr. 1875, Pl. for 40 Lemmer), Apotek, Læge- og Dyrlægebolig, Sparekasse (opr. 1898; 31/3 1900 var Spar. Tilgodeh. 1085, Rentef. 4 pCt., Antal af Konti 16), Dampmølle, Fællesmejeri, Købmandhdl., Kro, Markedsplads (Marked i Marts, Apr., Sept. og Okt.), Jærnbane-, Telegraf- og Telefonst. samt Postekspedition".

### Historiske bygninger

#### Sankt Pauls Kirke
Kirken er beliggende i midten af Hadsten by, og er opført i nyklassicistisk-stil tegnet af Hack Kampmanns søn Hans Jørgen Kampmann inspireret af de københavnske kirker, der blev opført i starten af 1900-tallet. Grunden blev doneret af Dr. Larsen, og hans plejedatter Eva Larsen skænkede tårnet til minde om faren, der døde i 1916. Kirken stod klar til indvielse den 23. november 1919. Kirken var tidligere hovedkirke i Hadsten Sogn.

#### Over Hadsten Kirke
Byens ældste kirke ligger i den tidligere landsby - nu en bydel - Over Hadsten, og er opført omkring år 1200 som en annekskirke til Vitten Kirke. Indtil Sankt Pauls Kirke blev opført i 1919, nævnes kirkens navn som Hadsten Kirke. Kirken var tidligere hovedkirke i Over og Neder Hadsten Sogn.
Omkring kirken fandtes tre kilder, hvor mod øst var kilderne Sct. Laurentiuskilden og Munkekilden. Længere nede mod Neder Hadsten, var der yderligere en kilde, som dog i dag er tørlagt. Det er stadig muligt at finde vandpumperne på kirkegården, som dog i dag er forsynet med et skilt der fraråder at drikke vandet.

## Uddannelse
Siden Hadsten Højskole fik status som folkehøjskole i 1883, har Hadsten været udpræget uddannelsesby, og har betjent en stor del af oplandet med både ungdomsuddannelse samt videregående uddannelser. Flere af byens store uddannelsesinstitutioner er udsprunget fra højskolens virke. Det gælder blandt andet Den jydske Haandværkerskole, der er en teknisk skole med mere end 4.500 elever på årsbasis. Skolen er den eneste tekniske skole i Danmark der tilbyder uddannelsen som plastmager og kølemontør.
Efter grundig regional planlægning i slutningen af 1970'erne, blev Amtsgymnasiet i Hadsten åbnet i 1984. Gymnasiet startede i 1982 og tog de nye bygninger i brug fra 1983 med officiel åbning 1984. Gymnasiet blev omdøbt ifm. strukturreformen til Favrskov Gymnasium og har i dag over 700 elever.
Udover disse findes der en række mindre uddannelsesinstitutioner. Det er blandt andet Linieskolen, tidligere kendt som Hadsten Husholdningsskole, Erhversakademi Dania samt Favrskov Produktionsskole.
På grundskoleniveau er der tre folkeskoler i byen, hvoraf to ud af tre tilbyder folkeskolens afgangseksamen. På Hadsten Skole i den nordlige del af byen findes ydermere et 10. klasses-center. De to andre skoler i byen er Østervangskolen i syd og Bavnehøjskolen i øst, hvoraf sidstnævnte kun går til 6. klasse.

## Erhverv- og økonomi
Byen indgår som en del af Favrskov Kommune i Business Region Aarhus, der er et samarbejde mellem 11 østjyske kommuner. Den primære erhvervskategori er små- og mellemstore produktions- og servicevirksomheder. Der findes enkelte større private virksomheder, herunder Expedit og Svend Høyer. Byens position som regional uddannelsesby bidrager med en række arbejdspladser. I Hadsten ligger Østjysk Iværksættercenters hovedkontor, der vejleder regionens iværksættere. Førnævnte center var også en hovedårsagerne til, at Farvskov Kommune i 2012 blev kåret som "Årets Iværksætterkommune".
I midtbyen findes et bredt udbud af detailbutikker, der dækker de fleste behov inden for beklædning, dagligvarer, bageri, banker og frisører. På dagligvareområdet er der Kvickly som den største samt flere discountbutikker, herunder Fakta, Netto og Rema1000.
Butikker med en pladskrævende varegrupper er i kommuneplanen udlagt til et område i det sydlige Hadsten. Her ligger byggemarkederne XL BYG og Jem & Fix, JYSK, samt en T.Hansen.
Af større offentlige arbejdspladser bør nævnes Arbejdstilsynets Tilsynscenter Nord er placeret i det sydlige Hadsten. Udover dette har Favrskov Kommune en række kommunale arbejdspladser i byen, primært fordelt på jobcentret samt uddannelse, børnepasning og administration.

### Største arbejdspladser i byen
Listen er ufuldstændig. Tilføj gerne flere virksomheder med over 50 fuldtidsstillinger.
| Nr. | Virksomhedsnavn             | Antal fuldtidsstillinger |
| --- | --------------------------- | ------------------------ |
| 1.  | Expedit A/S                 | 365                      |
| 2.  | Arbejdstilsynet             | 160                      |
| 3.  | Den jydske Haandværkerskole | 118                      |
| 4.  | Favrskov Gymnasium          | 93                       |
| 5.  | Svend Hoyer A/S             | 55                       |
| 6.  | K.R. Hospitalsudstyr A/S    | 49                       |

## Demografi
| 1900 | 1906 | 1911  | 1913  | 1925  | 1950  | 1955  | 1976  | 1981  | 1986  | 1989  | 1990  | 1992  | 1994  | 1996  | 1998  | 2000  | 2002  | 2004  | 2006  | 2007  | 2008  | 2009  | 2010  | 2011  | 2013  |
| ---- | ---- | ----- | ----- | ----- | ----- | ----- | ----- | ----- | ----- | ----- | ----- | ----- | ----- | ----- | ----- | ----- | ----- | ----- | ----- | ----- | ----- | ----- | ----- | ----- | ----- |
| 589  | 973  | 1.219 | 1.350 | 2.500 | 2.039 | 2.324 | 4.662 | 5.563 | 5.903 | 6.084 | 6.064 | 6.094 | 6.193 | 6.385 | 6.616 | 6.794 | 6.806 | 7.057 | 7.221 | 7.369 | 7.552 | 7.720 | 7.798 | 7.901 | 7.968 |

## Kultur

### Hadsten Kulturhus Sløjfen
I 2001 blev Hadsten Kulturhus Sløjfen indviet af Prinsesse Alexandra og borgmester Anna-Grethe Dahl. Kulturhuset blev til ved et samarbejde mellem Lokale og Anlægsfonden og Hadsten Kommune, der finansierende hver sin halvdel af byggeriet. Baggrunden var en konkurrence fra 1998, der havde til formål at finde frem til fremtidens forsamlingshus, og her stillede Hadsten Kommune en centralt beliggende grund til rådighed, som var blevet ledig efter slagteriet var lukket i 1991. Der blev i 1999 udskrevet en arkitektkonkurrence, som blev vundet af arkitekterne Klaus Tolstrup og Sophus Søbye fra C. F. Møller i Aarhus.
Kulturhuset er beliggende lige syd for Lilleåen og er i alt på 2.500 kvm. Huset indeholder byens bibliotek, mødelokaler, musikskole, café og Lilleåsalen, der blandt andet bliver benyttet til koncerter, foredrag, forestillinger, tv-optagelser, valgmøder og borgermøder. Den lokale revy, Favrskov Revyen, har spillet i salen hvert år siden 2009.
I 2019 blev der nedsat et byggeudvalg med henblik på at udvide kulturhuset, så det fremover blandt andet kan rumme en ungdomsklub og på sigt biografen.

### Hadsten Bio
Byens lokale biograf hedder Hadsten Bio og er beliggende i Nørregade. Den nuværende biografbygning er opført i funkisstil i 1939 og tegnet af arkitekten Richard Bach. Biografen har én sal og blev moderniseret og udvidet i 2007 og 2011, så den i dag kan vise 3D-film. Biografen drives af frivillige.
Biografen blev etableret 1. marts 1939 på sin nuværende placering i Nørregade, men der har været biograf i byen siden 1908. De første år var der en rejsebiograf i det gamle afholdshotel på Østergade, og fra 1924 blev der drevet biograf i biblioteket på Egevej, som samtidig var teknisk skole og handelsskole.
I de senere år har der desuden været offentlige foredrag fra Aarhus Universitet i biografen.

### Religion
Størstedelen af Hadsten by er dækket af Hadsten Sogn, der var en sammenlægning af Over- og Neder Hadsten Sogn og Hadsten Sogn i 2008. Nogle få boligområder i den østlige del af byen ligger i Hadbjerg Sogn. I sognet ligger to kirker; Sankt Pauls Kirke i centrum og Over Hadsten Kirke i syd. Udover det, har Jehovas Vidner en menighed i den østlige del af byen. 86% af byens indbyggere er medlem af folkekirken.

### Sport og fritid
Hadsten har tre idrætsforeninger,der tilbyder flere sportgrene, hvoraf Hadsten Sports Klub er den største med 1.160 medlemmer (2011). Den næststørste er Hadsten Idrætsforening med 293 medlemmer. På elitesports niveau er det kun Hadsten Sports Klub, som har et kvindehåndboldhold, der spiller i 1. division. Sammenlagt har de forskellige foreninger følgende sportsgrene; Springgymnastik, Håndbold (to steder), Fodbold, Badminton, Basketball, Tennis mm.
Siden 1993 har man afholdt gadeløbet Det Nye Løb, på en rundstærkning på 1.400 rundt i byen.
Hadsten har desuden to spejdergrupper fra hvert sit korps; KFUM-Spejderne og Det Danske Spejderkorps.

### Medier
Hadsten dækkes af Lokalavisen Favrskov, der udkommer ugentligt som papiravis og på nettet. Avisen har sit redaktionslokale i den gamle stationsbygning. Derudover er Hadsten beliggende i de to regionale dagblade Århus Stiftstidende og Randers Amtsavis' dækningsområde. TV2 Østjylland er den regionale tv-station for byen.
På nettet findes der to lokaler medier. HadstenPingvinnyt.dk Arkiveret 27. februar 2015 hos  Wayback Machine blev etableret i 2005 og drives af frivillige. Fra 2006-2011 havde netmediet et samarbejde for ugeavisen FavrskovPosten. I 2019 blev mediet ByensNyt.dk etableret som et yderligere lokalt netmedie i Hadsten. ByensNyt.dk har et journalistisk samarbejde med Hadsten Højskole.
Lokalradioen Radio Favrskov sender fra et studie i midtbyen.

#### Tidligere medier
Den nuværende Lokalavisen Favrskov blev skabt i 2018 ved en sammenlægning af de to tidligere lokale ugeaviser; FavrskovPosten og FavrskovAvisen. Sidstnævnte udspringer af Hadsten og Omegns Folkeblad, der blev grundlagt 7. oktober 1904 af Hadsten Haandværkerforening. Avisen skiftede i 2001 navn til Hadsten Avisen efter den blev solgt til Berlingske Lokalaviser. Det nuværende navn blev indført ifbm. strukturreformen i 2007, hvor Hadsten blev en del af Favrskov Kommune.
Radio Favrskov blev til ved et navnskifte fra Radio Hadsten den 1. maj 2006, hvor dens dækningområde samtidig blev udvidet til hele den nye kommune, der blev etableret året efter. Radio Hadsten blev grundlagt den 1. august 1992 som en erstatning for den tidligere lokalradion, der var gået konkurs i juni 1991.

### Venskabsbyer
|  | Dette afsnit beskriver venskabsbyer i den gamle Hadsten Kommune, og er ikke nødvendigvis gældende længere — For at læse om de gældende venskabsbyer, se Venskabsbyer i Favrskov Kommune. |
I den tidligere Hadsten Kommune havde kommunen et samarbejde med Mosonmagyaróvár i Ungarn. Foreningen Norden har desuden en lokalafdeling, der dækkede Hadsten og Hinnerup, som havde indgået et samarbejde med Gran Kommune i Norge, Saarijärvi i Finland og Kungsbacka i Sverige.
Kungsbacka spillede dog en særlige rolle for Hadsten Sports Klub og Hadsten generelt, der havde flere udvekslingen mellem byerne. Ved sammenlægningen i Favrskov Kommune i 2007, blev det indstillet at antallet af venskabsbyer blev skåret ned. På et byrådsmøde den 31. marts 2009 blev det besluttet at fortsætte samarbejdet med Kungsbacka og Mosonmagyaróvár samt Hå fra Hvorslev Kommune i Favrskov Kommune. Lions Club Hadsten har den tilsvarende Lions Club i Gjerstad, Norge som venskabsklub.

## Betydningsfulde bysbørn
- Evald Tang Kristensen: Dansk folkehistoriesamler, har fået opkaldt en vej i byen efter sig.
- Frits Johan Blichfeldt Møller: Dansk modstandskæmper, som blev dræbt af tyske soldater på Asiatisk Plads i København i 1944. Pladsen ved Hadsten Station er døbt "Blichfeldt Møllers Plads".
- Frederik Bergmann Larsen (Dr. Larsen): Kendt læge fra Hadsten, har ligeledes fået opkaldt en vej efter sig.
- Ernst B. Sund (1922 - 2002): Grundlægger af Hadsten Hjulfabrik A/S. Omkring år 2000 blev der oprettet en fond, kaldet Sunds Fond, som bl.a. har betalt for opførelsen af "Ernst B. Sunds Plads" i Hadsten.
- Morten Bisgaard: Landsholdsfodboldspiller, der er født og opvokset i Hadsten.
- Sørine Gotfredsen: Journalist, født i Hadsten.
- Tomas N'evergreen: Musiker, vinder af Dansk Melodi Grand Prix 2010, et stort musiknavn i Rusland
- Maria Fisker: Professionel håndboldspiller, Spiller for Randers HK og har spillet 85 kampe for det danske landshold.

## Galleri
- Sct. Pauls Kirke
- Hadsten Mølle
- Købmanden i Neder Hadsten
- Landevejsbroen i Hadsten
- Stationen
- Danmarks korteste gågade
- Byjubilæum 2012: Veterantoget ankommer til stationen
- Byjubilæum 2012: Kronpriseparret træder ud af toget.